# 红脚穴䳍
是䳍科穴䳍屬的一种鸟类。

## 特征
红脚穴䳍体重约485克，翼长约158.2毫米，嘴峰长约29毫米，喙宽度约4.9毫米，喙厚度约4.4毫米，跗蹠长约47毫米，尾长约48.4毫米。红脚穴䳍在其分布区内为留鸟，其栖息在半开放的灌木丛中。食性为草食性。

## 亚种
- ：分布于哥伦比亚中北部热带地区。
- ：分布于哥伦比亚东北部（奥卡尼亚山脉）。
- ：分布于哥伦比亚东北部和邻近的委内瑞拉西北部。
- ：分布于安第斯山脉以东的哥伦比亚北部和委内瑞拉西北部。
- ：分布于委内瑞拉北部。
- ：分布于玛格丽塔岛。
- ：分布于委内瑞拉东部至圭亚那、苏里南和巴西东北部。[4]